# Communauté de communes Touraine Nord-Ouest
La Communauté de communes Touraine Nord-Ouest est une ancienne communauté de communes française, située dans le département d'Indre-et-Loire

## Géographie

### Composition
Elle est composée des communes suivantes (8 du canton de Langeais et 15 du canton de Château-la-Vallière):
| Nom                    | Code Insee | Gentilé             | Superficie (km2) | Population (dernière pop. légale) | Densité (hab./km2) |
| ---------------------- | ---------- | ------------------- | ---------------- | --------------------------------- | ------------------ |
| Cléré-les-Pins (siège) | 37081      | Clérençois          | 35,62            | 1 422 (2014)                      | 40                 |
| Ambillou               | 37002      | Ambellousiens       | 48,85            | 1 877 (2014)                      | 38                 |
| Avrillé-les-Ponceaux   | 37013      | Poncivriens         | 32,80            | 485 (2014)                        | 15                 |
| Braye-sur-Maulne       | 37036      | Braylois            | 11,84            | 191 (2014)                        | 16                 |
| Brèches                | 37037      | Bréchois            | 11,63            | 300 (2014)                        | 26                 |
| Channay-sur-Lathan     | 37055      | Channéens           | 28,71            | 827 (2014)                        | 29                 |
| Château-la-Vallière    | 37062      | Castelvalériens     | 19,80            | 1 744 (2014)                      | 88                 |
| Cinq-Mars-la-Pile      | 37077      | Cinq-Marsiens       | 20,11            | 3 444 (2014)                      | 171                |
| Couesmes               | 37084      | Couesmois           | 21,26            | 528 (2014)                        | 25                 |
| Courcelles-de-Touraine | 37086      | Courcellois         | 25,71            | 517 (2014)                        | 20                 |
| Les Essards            | 37102      |                     | 4,17             | 156 (2014)                        | 37                 |
| Hommes                 | 37117      | Houlmois            | 29,59            | 884 (2014)                        | 30                 |
| Langeais               | 37123      | Langeaisiens        | 60,38            | 4 248 (2013)                      | 70                 |
| Lublé                  | 37137      | Lubléens            | 12,60            | 147 (2014)                        | 12                 |
| Marcilly-sur-Maulne    | 37146      | Marcillais          | 14,60            | 235 (2014)                        | 16                 |
| Mazières-de-Touraine   | 37150      | Maziérois           | 34,18            | 1 302 (2014)                      | 38                 |
| Rillé                  | 37198      | Rilléens            | 23,96            | 314 (2014)                        | 13                 |
| Saint-Laurent-de-Lin   | 37223      |                     | 13,86            | 327 (2014)                        | 24                 |
| Saint-Michel-sur-Loire | 37227      | Saint-Michellois    | 17,51            | 679 (2014)                        | 39                 |
| Saint-Patrice          | 37232      | Saint-Patriciens    | 17,18            | 671 (2014)                        | 39                 |
| Savigné-sur-Lathan     | 37241      | Savignéens          | 17,61            | 1 367 (2014)                      | 78                 |
| Souvigné               | 37251      | Souvignois          | 24,41            | 822 (2014)                        | 34                 |
| Villiers-au-Bouin      | 37279      | Villiarébusauboyens | 29,83            | 769 (2014)                        | 26                 |

## Historique
Le 23 décembre 1997 : création de la communauté de communes. Le 1er janvier 2017, elle est intégrée à la nouvelle Communauté de communes Touraine Ouest Val de Loire.

## Démographie
La communauté de communes Touraine Nord-Ouest comptait 22 918 habitants (population légale INSEE) au 1er janvier 2012. La densité de population est de 41 hab./km².

### Évolution démographique
| 1968   | 1975   | 1982   | 1990   | 1999   | 2007   | 2012   | 2014   |
| ------ | ------ | ------ | ------ | ------ | ------ | ------ | ------ |
| 18 380 | 17 431 | 17 882 | 18 129 | 18 823 | 21 303 | 22 918 | 23 349 |

### Pyramide des âges
| Hommes | Classe d’âge | Femmes |
| ------ | ------------ | ------ |
| 0,5    | 90 ans ou +  | 1,4    |
| 7      | 75 à 89 ans  | 9,8    |
| 13,1   | 60 à 74 ans  | 13,8   |
| 20,3   | 45 à 59 ans  | 18,5   |
| 22,3   | 30 à 44 ans  | 22,1   |
| 15,9   | 15 à 29 ans  | 14,6   |
| 20,8   | 0 à 14 ans   | 19,8   |

| Hommes | Classe d’âge | Femmes |
| ------ | ------------ | ------ |
| 0,5    | 90 ans ou +  | 1,4    |
| 6,8    | 75 à 89 ans  | 9,8    |
| 13,1   | 60 à 74 ans  | 13,9   |
| 20,7   | 45 à 59 ans  | 20,1   |
| 20,4   | 30 à 44 ans  | 19,3   |
| 19,6   | 15 à 29 ans  | 19,1   |
| 18,8   | 0 à 14 ans   | 16,4   |

## Politique communautaire

### Représentation

#### Présidents de la communauté de communes
| Période | Période | Identité            | Étiquette | Qualité                                               |
| ------- | ------- | ------------------- | --------- | ----------------------------------------------------- |
| 1997    | ...     |                     |           |                                                       |
| ...     | 2014    | Martine Chaigneau   |           | Maire de Souvigné, Vice-présidente du Conseil Général |
| 2014    | 2016    | Pierre-Alain Roiron | PS        | Maire de Langeais                                     |

### Compétences
- Développement local et rural
- Aménagement de l'espace
- Développement économique
- Voirie d'intérêt communautaire
- Politique du logement social d’intérêt communautaire et action, par des opérations d'intérêt communautaire, en faveur des logements des personnes défavorisées
- Accueil des personnes dites du voyage et mise en œuvre des dispositions du schéma départemental d'accueil des gens du voyage, aménagement, entretien et gestion de ces aires d'accueil
- Personnes âgées - Petite enfance - Emploi
- Protection et mise en valeur de l'environnement
- Tourisme
- Transport scolaire
- Culture
- Divers (création et gestion d'un parc de matériels intercommunaux nécessaires aux activités communales)

### Identité visuelle
|  | Logo de la Communauté de Communes |

## Pour approfondir

## Sources
- Le splaf - (Site sur la Population et les Limites Administratives de la France)
- La base aspic - (Accès des Services Publics aux Informations sur les Collectivités)